# Wasserturm Remmels
| Wasserturm Remmels     | Wasserturm Remmels                             |
| Daten                  | Daten                                          |
| ---------------------- | ---------------------------------------------- |
| Baujahr:               | 1913                                           |
| Denkmalschutz:         | Kulturdenkmal von besonderer Bedeutung         |
| Turmhöhe:              | 11 m                                           |
| Nutzhöhe:              | 8,5 m                                          |
| Behälterart:           | ?                                              |
| Volumen des Behälters: | 20 m³                                          |
| Betriebszustand:       | in Betrieb (2008)                              |
| Ursprüngliche Nutzung: | Wasserversorgung der Gemeinde (evtl. der Bahn) |

Der 1913 erbaute, nur 11 m hohe Wasserturm liegt im Zentrum des Dorfes Remmels. Er gilt als Wahrzeichen des Ortes und ist auch im Wappen abgebildet. Etwas unscheinbar steht der Turm am Straßenrand und wirkt durch seine geringe Größe eher wie das Modell eines größeren Bauwerks.

## Bauwerk
Über einem kreisrunden Granitsockel erhebt sich der zylindrische Schaft. Er wird nach oben durch einen umlaufenden Wulst mit Zahnfries abgeschlossen. Der verbreiterte, durch Konsolen gestützte Kopf des Turms ist achteckig. Dort befindet sich der 20 m³ fassende Wassertank. Jede der acht Seitenwände weist zwei kleine, rechteckige Fensteröffnungen auf, die heute durch Glasbausteine verschlossen sind. Das mit flachen, roten Schindeln gedeckte Dach ist mansarddachartig abgestuft: Die Dachneigung ist im Unterteil steiler als oben.

## Baugeschichte und Nutzung

Wappen von Remmels

Der Wasserturm wurde 1912 errichtet, 1994 wurde er renoviert. Dazu ging eine anonyme Spende über 7000 DM für Malerarbeiten ein.
Der Turm dient der Wasserversorgung des Ortes Remmels, die durch die Gemeinde selbst organisiert wurde. Der Standort in unmittelbarer Nähe des ehemaligen Bahnhofs der Rendsburger Kreisbahn lässt vermuten, dass er auch zur Versorgung der Dampflokomotiven genutzt wurde.
Bis 1956/57 führte die meterspurige Kleinbahn durch den Ort. Sie verband ab 1901 Rendsburg mit Hohenwestedt und wurde 1916 bis nach Schenefeld weitergeführt.